# 八代市立第三中学校
八代市立第三中学校（やつしろしりつ だいさんちゅうがっこう）は、熊本県八代市中北町にある市立中学校。

## 沿革
- 1947年（昭和22年）4月 - 八代市立植柳中学校設立
- 1949年（昭和24年）4月 - 八代市立第二中学校と変更
- 1950年（昭和25年）4月1日 - 八代市立第三中学校と変更